# 크리스틴 델피

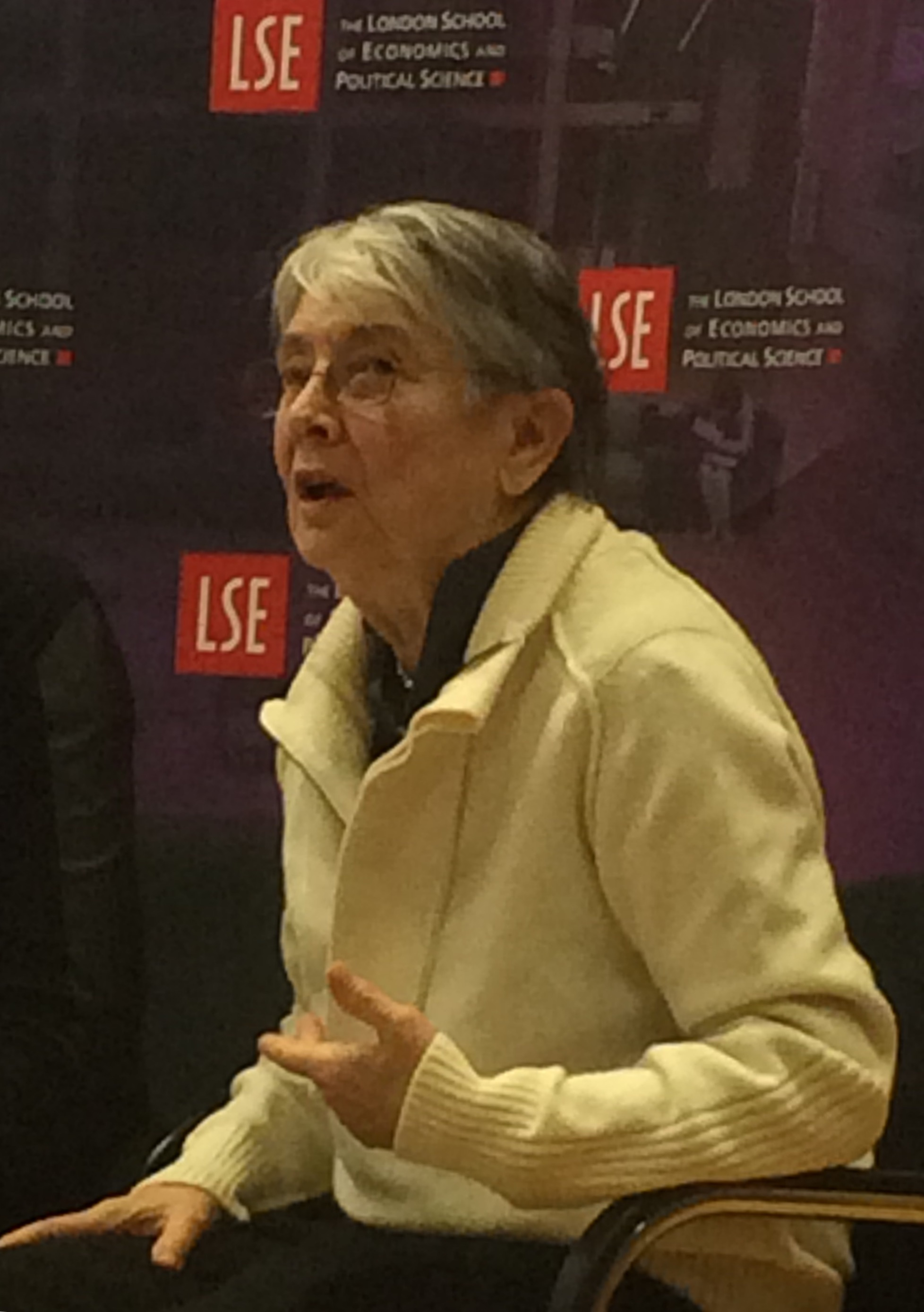

크리스틴 델피(Christine Delphy, 1941년 12월 9일 ~ )는 프랑스의 사회학자, 페미니즘 이론가이자 활동가, 프랑스 국립과학연구센터(CNRS) 명예연구원이다. 프랑스 급진적 여성주의, 유물론적 여성주의의 1인자이다. 미국 유학후 프랑스에 처음으로 젠더 개념을 소개했다.
1970년대 프랑스 MLF(여성해방운동)를 이끌며, 시몬 드 보부아르와 함께 '페미니즘 문제 Questions féministes'(1977)와 '신페미니즘 문제 Nouvelles Questions féministes'(1981)를 창간했다.(현재도 편집책임자이다.)

## 생애
파리 4구의 중산층 가정에서 태어났다. 1958년 바칼로레아에 합격했고, 1961년 소르본에서 사회학 학사 학위를 취득했다. 1962년에 미국으로 건너가 시카고대학, 이어서 캘리포니아 대학교 버클리에 다녔다. 1964년 엘리너 루스벨트재단의 장학금을 받으며 도시 흑인의 생활 향상을 지원하는 조직인 '전국도시동맹 National Urban League' 워싱턴 지부에서 활동했지만 '성희롱'을 당하는 등 경험을 한 뒤 1965년 귀국을 결심했다. 귀국후 여성학 박사 학위를 받기 위해 당시 사회과학고등연구원 교수였던 피에르 부르디외에게 상담했지만, 여성학 분야를 지도할 수 있는 교수가 없다는 소리를 듣고 농촌사회학, 그중에서도 농촌의 가족구성과 유산 상속에 관한 조사를 했다.

### 여성해방운동
1968년 프랑스 국립과학연구센터의 연구원이 됐고, 페미니스트 그룹인 '여성・남성・미래'에 참가했다. 이 그룹은 1969년 '페미니즘・마르크스주의・행동'으로 이름이 바뀌었다. 1970년 국립과학연구센터 내 마르크스주의 전공자인 정치철학자 '조르주 라비카'의 그룹에 참가했다. 1970년 9월 이후 매주 수요일에 열린 여성해방운동 집회에 참가했다. 당시 델피는 급진적 여성주의 그룹인 '혁명가 페미니스트'에서 활약했지만, 다른 그룹의 활동에도 참가했다. 1971년에는 '동성애혁명행동전선 Front homosexuel d'action révolutionnaire'(FHAR)을 결성했다. 1971년 4월에는 급진적 여성주의 레즈비언 운동 단체인 '붉은 레즈 Gouines rouges' 운동을 결성했다.

### 급진적 여성주의・유물론적 여성주의
델피는 1970년경부터 글을 발표했는데 '파르티잔'에 필명으로 게재한 기사 '주요한 적'에서는 자본주의가 여성을 억압・착취한다는 마르크스주의 주장을 비판하면서, 자본주의 생산양식 외에도 결혼에 의해 제도화된 사회관계에서 여성이 무상 가사노동을 강요당하는 가내제(家内制)생산양식이 존재한다고 주장했다. 따라서 여성의 주요한 적은 가부장제라고 지적했다. 1975년에는 '라르크'지 제61호에 프랑스 마르크스주의 여성주의의 시초라고 할 수 있는 '유물론적 페미니즘을 위해'라는 제목의 글을 게재했다. 델피는 초기에는 주로 가사노동으로 대표되는 비(非)시장적・부불노동과 자본주의의 관계에 초점을 두었고, 후기에는 급진적 여성주의의 관점에서 가부장제와 자본주의의 관계, 특히 가부장제의 물질적 기초를 해명하려고 애썼다. 1977년 잡지 '페미니즘 문제'를 창간한데 이어 1981년 후속 잡지격인 '신페미니즘 문제'를 창간했다. 2001년 박사학위를 취득했다.

## 같이 보기
- 젠더
- 여성주의
- 마르크스주의 여성주의
- 시몬 드 보부아르